# 巴杜斯山
46°37′21″N 8°39′50″E / 46.62250°N 8.66389°E

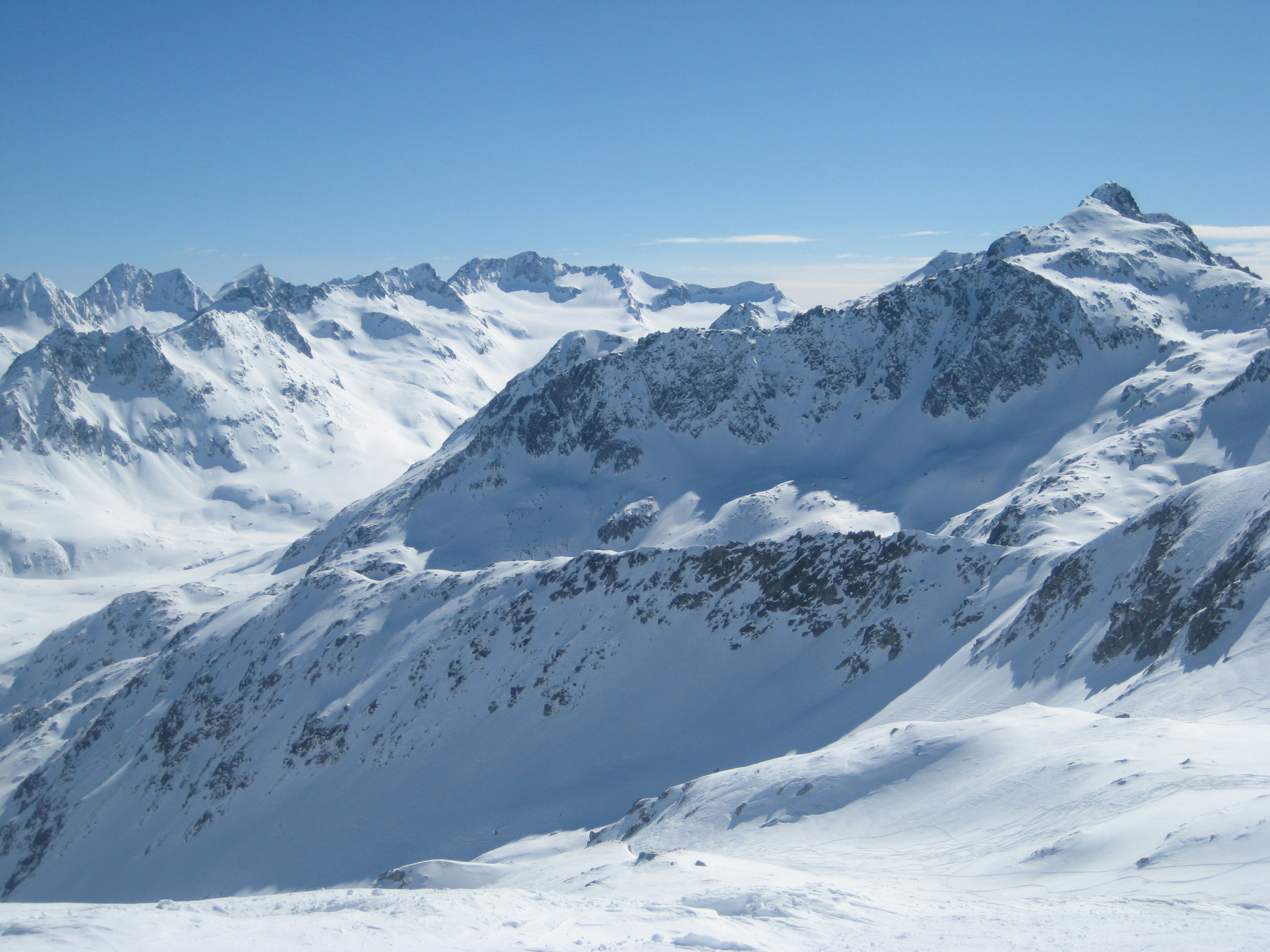

巴杜斯山（Badus），是瑞士的山峰，位於該國東南部，由烏里州和格勞賓登州負責管轄，屬於勒蓬廷山的一部分，海拔高度2,928米，每年平均降雨量2,385毫米。